# Ischnocolus jerusalemensis
Ischnocolus jerusalemensis é uma espécie de aranha pertencente à família Theraphosidae (tarântulas).